# Chronik der Stadt Düren/1926–1950
Liste ist eine Teilliste der Chronik der Stadt Düren. Sie listet datierte Ereignisse von 1926 bis 1950 in Düren auf.

## 1926
- Im Hause Moltkestraße 13 wird eine städtische Pfandleihanstalt errichtet.
- Planungsbeginn des „Aachen-Rhein-Kanals“ von Aachen über Jülich nach Neuss mit Stichkanal nach Düren. Wegen Unwirtschaftlichkeit wurde die Planung in den Nachkriegsjahren „ad acta“ gelegt.
- Beginn der Elektrifizierung der Bahnstrecke Merzenich – Nörvenich, Fertigstellung 1928.
- 4. Februar: Errichtung des Rundfunks in Düren mit 120 Teilnehmern.
- 26./27. Juni: Roter Tag des Roter Frontkämpferbund (RFB), Gau Mittelrhein in Düren.[1]
- 11. November: Gründung des „Industrie-Wasserverbandes Rur“.
- 11. Dezember: Eröffnung der Kneippkur- und Badeanstalt in der Lessingstraße.
- Mitte Dezember: Taxameterverkehr in Düren; erster Standplatz auf dem Wirteltorplatz.

## 1927
- 1. Januar: Die Einwohnerzahl beträgt 38.041.
- 2. Juli: Die Strecke der Dürener Eisenbahn AG wird für den Personenverkehr bis Inden ausgeweitet.
- 30. September: Am Wirteltorplatz wird eine Normaluhr aufgestellt.

## 1928
- Die Firma Degen & Kuth (Verbandsstoffe) zieht von der Stadtmitte nach Birkesdorf um.
- Bau des Waldheimes Schlagstein der evangelischen Gemeinde zu Düren; im Zweiten Weltkrieg zerstört; 1951 wiederaufgebaut.
- In der Goethestraße wird ein Wöchnerinnen- und Säuglingsheim errichtet, welches die Elisabetherinnen übernehmen.
- Die Feuerwehr erhält ein zweites Motorfahrzeug mit Magirus-Kraftspritze mit 20 m langer mechanischer Drehleiter.
- 1.–9. Dezember: Die „Dürener Lichtwoche“ zieht rund 100.000 Besucher an.
- 8. Dezember: Gründung des Kirchenbauvereins „Düren-Süd“.
- 13. Dezember: Gegen 20:38 Uhr Erdbeben in Stadt und Kreis Düren.

## 1929
- Die Schule der Ursulinen erhält den Namen „St. Angela-Schule“.
- Die Besatzungsmacht Frankreich zieht ihre Soldaten aus Düren ab.
- Düren hat 39.092 Einwohner.
- Innenerneuerung und Sakristeiausbau der Lutheranerkirche.
- 12. März: Der Kreistag genehmigt den Verkauf des Kreiselektrizitätsamtes mit allen Stromleitungen für 6.785.000 Reichsmark an das RWE (heute RWE AG). Somit Stromversorgung des Kreises, außer Stadtgebiet Düren, durch das RWE.
- 1. April: Übernahme des Stromnetzes des Kreises durch das RWE.
- 9. Mai: Eingemeindungsvertrag mit Merzenich.
- 17. September: Das Luftschiff „Graf Zeppelin“, welches in diesem Jahr die Erde umrundet hatte, fliegt über Düren.
- 3. November: Einweihung der neuen St. Nikolauskirche in Rölsdorf, Gürzenicher Straße 5.
- 30. November: Befreiungsfeier aus Anlass des Abzuges der französischen Besatzungstruppen mit 20.000 Menschen. Die Franzosen hatten das Rheinland seit November 1919 (vorher Besatzung durch Engländer) besetzt.

## 1930
- Die Rheinprovinz kauft das 127 ha große Staatsgut Hommelsheim.
- 27. Juli: Einweihung der Dreigurtbrücke (Eisenbahnbrücke) über die Rur. Sie war die erste Brücke dieser Art in der Welt.
- 31. Januar: Einweihung des Schwesternwohnheimes am Krankenhaus Ecke Merzenicher Straße/Robert-Koch-Straße.
- 12. März: Josef Schregel wird zum 6. Ehrenbürger Dürens ernannt.
- 21. September: Einweihung des DJK-Stadions (Deutsche Jugend-Kraft-Stadion) in der Dr.-Overhues-Allee (seit 1936 im Besitz des Dürener Turnvereins DTV).
- 11. Oktober: Reichspräsident Paul von Hindenburg besucht Düren.
- 31. Oktober: Mit der Neuordnung der Bistümer kommt Rölsdorf vom Erzbistum Köln zum Bistum Aachen.

## 1931
- 14. Mai: Das Dürener Sommerbad in der Dr.-Overhues-Allee wird eröffnet.
- 1. Juni: Die eigene Gaserzeugung der Stadt Düren wird eingestellt und Gas von der Fa. Thyssen bezogen.
- 8. Juni: Zugunglück am Bahnhof, wobei ein Waggon in die Eisenbahnstraße stürzt.[2]

## 1932
- Düren hat 39.765 Einwohner, davon 9509 Arbeitslose.
- Die Eucharistiner erwerben das Gebäude des Städt. Oberlyzeums in der Kölnstraße und richten dort ihr Kloster ein, im Volksmund „Das Klösterchen“ genannt.
- 12. April: Die Missionsgesellschaft von der heiligen Familie errichtet eine Niederlassung in Düren, Friedrichstraße, „Missionshaus Bethanien“ (in Erinnerung an das Franziskanerkloster) genannt. Das Haus hatten sie vom Fabrikanten Joseph Bongartz gekauft. Heute (2010) befindet sich in diesem Haus die Caritas Tagespflege St. Elisabeth.
- 29. September: Einweihung der neuen Jugendherberge in der Hortstraße, jetzt Langemarckstraße.

## 1933
- Das Kaufhaus „Tietz“ wird zur „Kaufhof AG“.
- 4. Januar: Der Gemeinderat in Rölsdorf beschließt die Eingemeindung nach Düren.
- 30. Januar: Adolf Hitler kommt an die Macht.
- 28. Februar: Verhaftung führender Dürener Kommunisten[3] nach dem Reichstagsbrand.
- 8. März: SA und SS hissen Hakenkreuzfahnen auf dem Rathaus, dem Finanzamt und dem Landratsamt.
- 1. April: Beginn des Geschäftsboykotts gegen jüdische Kaufleute.
- 16. Juni: Bei der Volkszählung hat Düren 40.882 Einwohner.

## 1934
- 1. Januar: Düren hat 41.097 Einwohner.
- 31. Januar: Die „Dürener Volkszeitung“ stellt ihr Erscheinen ein. Aus ihr entsteht die Tageszeitung „Der Neue Tag“.
- 2. Mai: Grundsteinlegung zum Bau der Rurtalsperre Schwammenauel durch den Leiter der Deutschen Arbeitsfront, Robert Ley.
- 26. Mai: Einweihung des Stausees Obermaubach.
- 22. August: Das Dürener Gewandhaus ist restauriert worden.
- 10. September: Am Hoeschplatz wird das neue Amtsgericht Düren geplant.
- 15. Oktober: In der Wörthsiedlung sind 24 Häuser fertiggestellt.
- 4. November: Die Feuerwehrgebäude und -wohnungen in der Rurstraße werden eingeweiht (später städtischer Fuhrpark beziehungsweise Betriebshof).

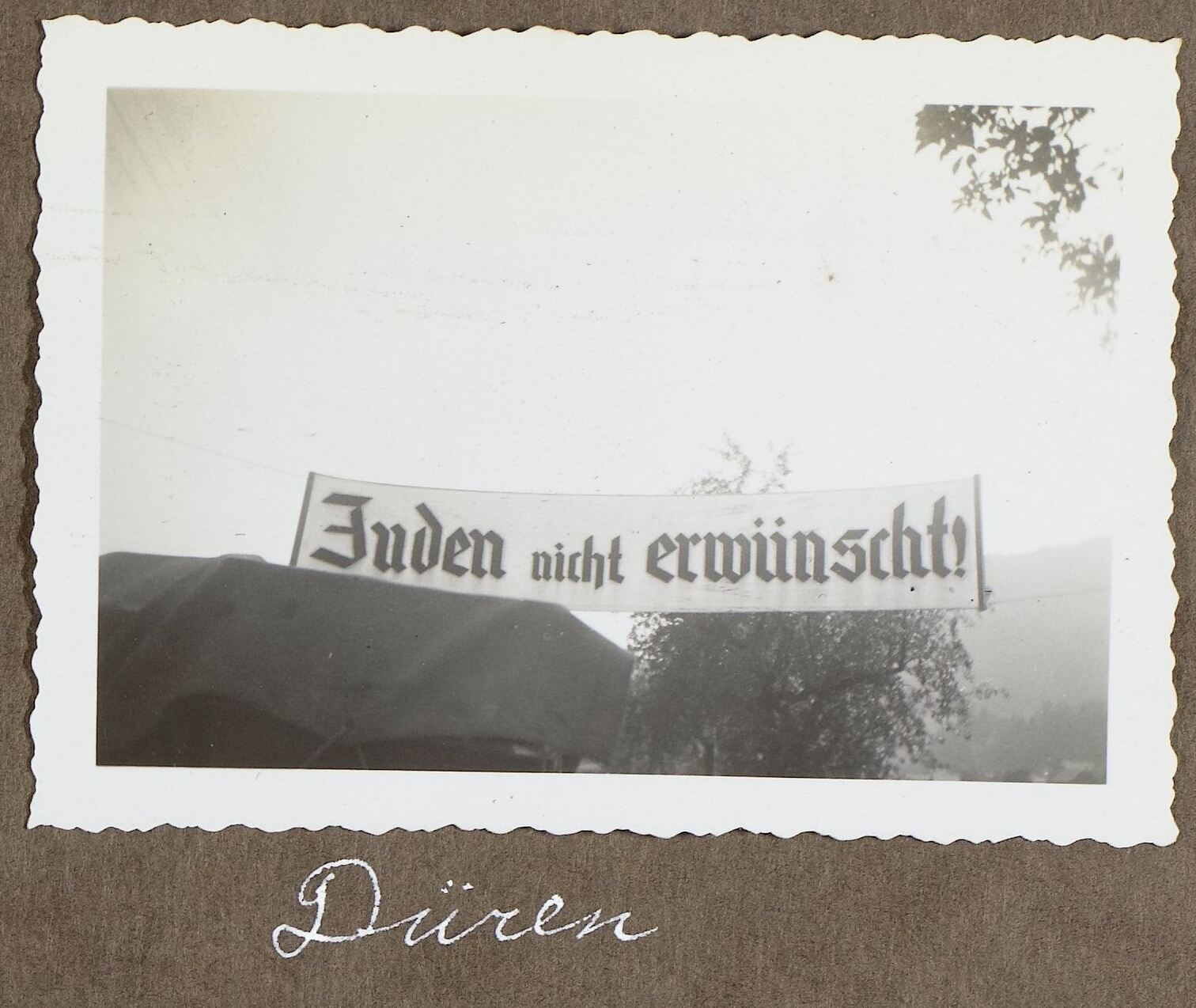
Antisemitisches Banner in Düren im August 1935

## 1935
- März: Einführung der allgemeinen Wehrpflicht.
- 5. Juli: Die alte Gerstenmühle wird abgebrochen.
- 6. August: Der Bau der Autobahn Aachen-Düren-Köln wird freigegeben.
- 8. August: Zusammenschluss zweier Großvereine zur Sportgemeinschaft Düren 99.
- 24. August: Die Städtische Sparkasse in der Zehnthofstraße wird ihrer Bestimmung übergeben.

## 1936
- 1. Januar: Düren hat 40.934 Einwohner.
- 6. April: Der „Dürener Turnverein 1847“ kauft das vom „Verein Deutsche Jugendkraft e. V. (DJK)“ erbaute Dürener Sommerbad mit Sportplatzanlage in der Dr.-Overhues-Allee.
- Bau einer Gastankanlage für Fahrzeuge durch die Stadtwerke.
- 23. Juli: Eröffnung der gewerblichen Berufsschule des Kreises Düren in der Arnoldsweilerstraße.
- 1. Oktober: Das städtische Säuglingsheim in der Goethestraße wird aufgelöst.
- 6. Oktober: Der Neubau des Wöchnerinnenheimes in der Roonstraße mit 19 Betten wird eröffnet (Abbruch Juni 1977).
- 26. Oktober: Erste größere Luftschutzübung in Düren.

## 1937
- Der 1. Bauabschnitt der Rölsdorfer Siedlung mit 68 Volkswohnungen wurde fertiggestellt.
- 18. Januar: Das Dürener Papierunternehmen Rößler beginnt als Papiergroßhandlung für Trauerkarten und Büttenpapier.
- 19. März: Die Stadt Düren verkauft Ländereien an der Stockheimer Landstraße zum Bau der Kaserne.
- 1. April: Eingemeindung Rölsdorfs mit 2312 Einwohnern nach Düren.
- April: Erste unterirdische Verlegung des Telefonnetzes.
- 25. Juni: Ankauf von Gut Boisdorf durch die Stadt Düren für 380.000 Reichsmark.
- 2. August: Übernahme des renovierten Kornhauses durch die Stadt.
- 14. November: Der Grundstein für die St. Josefkirche in Düren-Süd, Ecke Zülpicher Straße/Plaggengasse, jetzt Piusstraße, wird gelegt.

## 1938
- Auflösung der Privatmolkerei Commer.
- Gründung des Papiermuseums.
- Der Bezirk „Grüngürtel“ wird von Düren-Ost abgetrennt und wird eigene Pfarrei.
- Januar: Richtfest der Panzer-Kaserne an der Stockheimer Landstraße.
- 1. Januar: Düren hat 44.355 Einwohner.
- 22. Mai: Grundsteinlegung für das fensterlose Ehrenmal am „Fuchsberg“ für die Gefallenen des Ersten Weltkrieges. Entwurf: Stadtbaumeister Max Ernst Schneider. Das Ehrenmal wurde nie vollendet.
- 29. Juni: Einweihung der Rurtalsperre Schwammenauel mit 100 Mio. m³ Speicherraum.
- 13. September: Erste Fliegeralarmübung in Düren.
- 25. September: Einweihung der St. Josefkirche in Düren-Süd.
- 9. zum 10. November: Die Synagoge in der Schützenstraße, jetzt Parkhaus, wird während der Novemberpogrome 1938 in Brand gesteckt.

## 1939
- Die Kaserne an der Stockheimer Landstraße wird fertiggestellt.
- Das 1782 erbaute Restaurant „Zur Altdeutschen“ wird als Rathaus genutzt.
- Düren erhält neue Fernmeldeanlagen mit Polizeiruf und Luftschutz-Warnanlage.
- 26. März: Die Antoniuskirche im Grüngürtel Ecke Scharnhorststraße/Brückenstraße wird eingeweiht.
- 1. April: Aus dem Elektrizitäts-, Gas- und Wasserwerk werden die Stadtwerke Düren. In Boisdorf werden 58 Siedlungs- und Gruppenhäuser und 75 Volkswohnungen fertiggestellt.
- 1. August: Die ersten Buslinien der Dürener Kreisbahn zu den Kasernen und in den Grüngürtel werden eröffnet.
- 28. August: In Düren werden zum ersten Mal seit dem Ersten Weltkrieg wieder Lebensmittelkarten ausgegeben.
- 1. September: Beginn des Zweiten Weltkrieges durch den deutschen Überfall auf Polen.
- 1. Oktober: Die Einwohnerzahl beträgt 46.091.

## 1940
- 1. April: Die Stadtwerke übernehmen das Wasserleitungsnetz in Rölsdorf.
- 12. Mai: In Düren fallen die ersten Bomben in der Nähe der Riemann-Kaserne.
- 28. Juni: Die Stadt Düren kauft Gut Weyern in Burgau für 328.000 Reichsmark.
- 5. August: Erwerb des Hauses Kölner Landstraße 72 als Pfarrheim durch die Pfarrei St. Bonifatius.
- 15. August: Die St. Martinkirche in Derichsweiler wird zerstört.

## 1941
- Die Häuser des Dürener Bauvereins in der Pfennigsweide werden bezugsfertig.
- Die Dürener Eisenbahn AG (Düren – Inden) nimmt die erste Elektrolokomotive in Betrieb.
- Die Einwohnerzahl hat sich auf 46.914 erhöht.
- In Deutschland wird einheitlich die „Deutsche Normalschrift“ (Lateinische Ausgangsschrift) eingeführt.
- 9. Juli: Großbrand im Straßenbahndepot im Bereich der heutigen Bahnstraße (jetzt Fa. Horn, Bahnstraße 13–15). Dort stand der Rölsdorfer Bahnhof.
- 3. August: Das Karmelitenkloster wird geschlossen, die Nonnen werden ausgewiesen.

## 1942
- Die Einwohnerzahl beträgt 47.440.
- 25. September: In der Autohalle der Fa. Münz am Kölnplatz (Friedrich-Ebert-Platz) wird eine Markthalle eingerichtet.
- Oktober: Die Molkerei an der Mariaweiler Landstraße wird in Betrieb genommen.
- 22. Oktober: Errichtung eines Lehrerseminars in der Schule am Blücherplatz (Blücherplatz hieß damals der Vorplatz der Ostschule, heute Heinrich-Böll-Gesamtschule Düren). Das Lehrerseminar wird 1944 geschlossen.

## 1943
- 14. Februar: In Rölsdorf fallen während eines Luftangriffs 25 Stabbrandbomben.
- 1. August: Auslagerung des Stadtarchivs Düren, einiger dem Kreis gehörende Archivbestände, des Stadtarchivs Nideggen und des Archivs der Evangelischen Gemeinde zu Düren in den Bergfried der Burg Nideggen.

## 1944
- 11. September: Schätzungsweise sind nur noch 2/3 der Kinder in der Stadt, ein Drittel an anderen Orten. Die Schulen werden geschlossen.
- 15. September: Der Beschuss Dürens durch amerikanische Ferngeschütze beginnt um 23.50 Uhr. Er hält bis zur Eroberung durch die Amerikaner am 25. Februar 1945 an.
- 1. November: Vom Bannführer der Hitlerjugend werden Jungen zum Schanzen abgeholt.
- 16. November (15:23–15:44 Uhr): Völlige Zerstörung Dürens durch mehr als 5477 Spreng- und 148.980 Brandbomben. Dieser Fliegerangriff durch 474 Flugzeuge hinterlässt 66,1 % Steinwüste. Nur 13 von 9322 Gebäuden sind ohne Schaden. Ungefähr 1.600.000 m³ Trümmer sind zu beseitigen. Bis zum 19. November werden noch lebende Personen aus den Trümmern gerettet. Dann werden die Rettungsarbeiten eingestellt. → Hauptartikel: Luftangriffe auf Düren

Die Zahl der Toten wird unterschiedlich wiedergegeben. Zur tatsächlichen Anzahl gibt es eine Ausarbeitung der Stadt Düren. Sie listet die Opfer des Fliegerangriffs am 16. November 1944 auf:
Namentlich erfasst:
- Dürener: 2392
- Auswärtige: 394

Unbekannte Tote:
- Soldaten 220
- sonstige Unbekannte 100

zusammen 3106 Tote
- 19. November: Die Stadt Düren wird von der Zivilbevölkerung geräumt.
- 17. Dezember: Das 1. Btl., 329. InfRgt der Streitkräfte der Vereinigten Staaten nimmt Rölsdorf ein.

## 1945
- 17. Januar: Düren hat nur noch 4 Einwohner.
- 24. Januar: Die Aachener Nachrichten erscheinen als erste deutsche Zeitung (seit dem 11. Februar 1947 auch mit Dürener Lokalteil und seit dem 26. Oktober 1949 als Regionalausgabe „Dürener Nachrichten“).
- 24. Februar: Deutsche Truppen sprengen den Wasserturm auf dem heutigen Friedrich-Ebert-Platz, nur einen Tag bevor die alliierte Militärregierung ihre Tätigkeit in Düren aufnahm. Der Turm und seine imposante Anlage waren zur verbesserten Wasserversorgung der Stadt erst 1909 errichtet worden. Ab 1957 wurde die Ruine der Anlage abgetragen.B-Kompanie des 644. Panzerzerstörer-Bataillons der 8. US-Infanteriedivision rückt in Düren ein (24. Februar 1945)

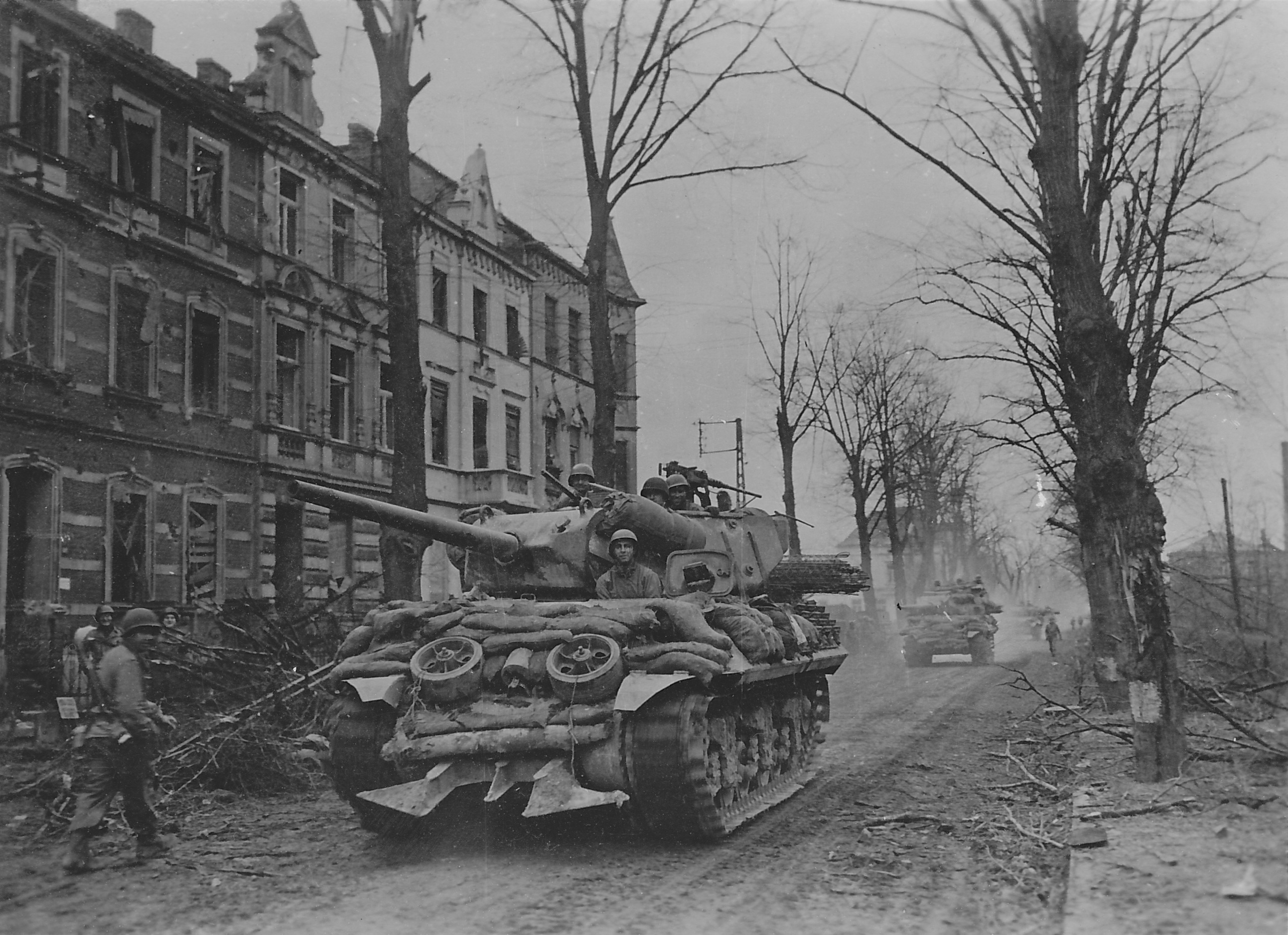
B-Kompanie des 644. Panzerzerstörer-Bataillons der 8. US-Infanteriedivision rückt in Düren ein (24. Februar 1945)

- 25. Februar: Düren wird von den Amerikanern eingenommen.
- 1. März: Alfred Stiegler wird von der amerikanischen Militärregierung zum Bürgermeister ernannt.
- 1. April: Düren hat wieder 180 Einwohner.
- 2. April: Das Arbeitsamt nimmt im Anna-Schoeller-Haus (Blindenheim) seine Tätigkeit wieder auf und bleibt bis 1950 in dem Gebäude.
- 8. Mai: Kapitulation der deutschen Wehrmacht (Ende des Zweiten Weltkrieges für Deutschland).
- Mai: Die Karmelitinnen kehren nach Düren zurück.
- Mai: Düren hat wieder 1218 Einwohner.
- 11. Juni: Die Dürener Kreisbahn nimmt ihren Betrieb wieder auf.
- Juni: Düren hat wieder 3806 Einwohner.
- 1. Juli: Pontifikalrequiem des Aachener Bischofs vor dem Amtsgericht auf dem Hoeschplatz für die Toten des 16. November 1944.
- 7. Juli: Die Städtische Sparkasse nimmt im Gebäude des Amtsgerichtes ihre Arbeit wieder auf und zieht fünf Monate später zum Hause Hoeschplatz 5 um.
- Juli: Die Annareliquie wird von Kloster Ommerborn im Bergischen Land zurück nach Düren gebracht und vorerst in der St. Josef-Kirche aufbewahrt.
- Juli: Die Briten lösen die Amerikaner als Besatzungsmacht ab.
- 8. September: Mit Strom aus der Turbinenanlage der Zuckerfabrik wird die Elektrizitätsversorgung wieder aufgenommen.
- Zwischen dem 15. Oktober 1945 und dem 6. April 1946 ereignen sich 110 Unfälle durch Minen und andere Explosivstoffe mit 85 Toten und 57 Verwundeten im Kreis Düren.
- 20. Oktober: Gründungsversammlung der Dürener CDU, Düren, Neues Casino, Alte Jülicher Straße.
- 26. November: Die Ursulinen nehmen als erste höhere Schule ihre Arbeit wieder auf.
- 8. Dezember: Die Eisenbahnstrecke Düren-Heimbach wird bis Kreuzau-Friedenau wieder in Betrieb genommen.

## 1946
- Januar: Die Nord-Lichtspiele, Neue Jülicher Straße 2, werden als erstes Kino wieder eröffnet.
- Januar: Die Stadtverwaltung nahm die Birkesdorfer Firma L. Schneiders zur Entschuttung der Stadt unter Vertrag. Später kamen die Firmen Horst und Milke dazu, da eine Firma alleine die etwa 1,6 Mio. Tonnen Schutt nicht entfernen konnte.
- 6. Januar: Gründung des Freien Deutschen Gewerkschaftsbundes in Düren.
- 4. Februar: Wiedereröffnung der Handelsschule im Dachgeschoss der Rölsdorfer Volksschule.
- 3./4. Februar: In der Nacht stürzt der schwer beschädigte Turm der Marienkirche ein.
- 31. März: Sieben spielende Jungen aus Lendersdorf zwischen 8 und 13 Jahren werden bei einem Minenunglück in der Nähe des DJK-Schwimmstadions in der Dr.-Overhues-Allee getötet.
- April: Die elektrische Straßenbahn Düren – Nörvenich wird wieder in Betrieb genommen.
- 25. April: Das Stadttheater Düren wird im Festsaal der Provinzialanstalten wieder eröffnet.
- 1. Mai: Maikundgebung des F.D.G.B. Freien Deutschen Gewerkschaftsbundes auf dem Hoeschplatz.
- 23. Juni: Erste Fronleichnamsprozession nach dem Krieg quer durch die Stadt.
- 28. Juli: Beginn der ersten Annakirmes nach dem Krieg am alten Wasserturm. Da die Kirmes von 1940 bis 1945 nicht stattfand, dauerte sie in diesem Jahr ausnahmsweise 14 Tage. 68 Schausteller, jedoch keine Imbiss- und Erfrischungsbuden, ohne Eis- und Süßwarenverkäufer.
- 6. August: Stiftung der „Schweizer Barackensiedlung“ zwischen Nideggener Straße und Burgauer Allee, heute etwa Gelände des Burgau-Gymnasiums.
- 10. August: Inbetriebnahme einer Trümmer-Sortieranlage durch die Fa. Milke am Jesuitenhof, mit der täglich 300 bis 400 m³ Schutt sortiert wurden. Mit einer Kipplorenbahn wurde der Restschutt zu Nideggener Straße gebracht und dort, jetzt Schießstand, zu einem Berg aufgeschüttet.
- 25. August: Gedenkfeier für die Opfer des Faschismus im Kreis Düren im Festsaal der Provinzialanstalten.
- 15. September: Erste Kommunalwahlen: 22 CDU, 4 SPD und 1 KPD = 27 Stadtratsmitglieder.
- 30. September: Erste konstituierende Stadtratssitzung; Oberbürgermeister wird Richard Bollig als Nachfolger von Ernst Hammans, der am 7. Oktober 1945 von der Militärregierung ernannt wurde. Erster stellvertretender Oberbürgermeister wurde Josef Dahmen, zweiter wurde Heinrich Bock.
- 1. Oktober: Die Einwohnerzahl ist auf 29.504 gestiegen.
- 18. November: Im Wald bei Hürtgen liegendes, der Stadt Düren gehörendes Bauholz kann nicht abgefahren werden, weil Hufnägel zum Beschlagen der Pferde fehlen.
- 13. Dezember: Der Stadtrat beschließt den Ehrendienst der Einwohner zur Entschuttung der Stadt für alle männlichen Bürger von 17 bis 60 Jahre.
- 24. Dezember: Der Dürener Heimatdichter Josef Schregel stirbt im Alter von 82 Jahren und wird in Neumagen-Dhron/Mosel begraben, wohin er evakuiert war.

## 1947
- Die Panzerkaserne wird als Notunterkunft genutzt.
- Eröffnung der Kreisrealschule I in der Wernersstraße.
- Ministerpräsident Karl Arnold besichtigt den „Trümmerhaufen Düren“.
- 8. April: Erster Gottesdienst der Pfarre St. Bonifatius in der Notkirche in der Turnhalle in der Ostschule.
- 16. April: Die Stadtvertretung beschließt den Entwurf des Baurates Heinrich Dauer zum Wiederaufbau der Stadt als Rahmenplan anzunehmen.
- 16. April: Zehnjahresvertrag zwischen der Stadt Düren und der Firma Hermann Milke KG aus Soest über die Entschuttung von Düren.
- 1. Mai: In Düren leben wieder 29.989 Menschen.
- 3. Mai: Die Kreise und Städte Düren und Jülich geben die Denkschrift „Hürtgenwald und Rurlandnot“ heraus.
- 15. Juli: Wiedereröffnung des Dürener Sommerbades in der Dr.-Overhues-Allee.
- 15. Juli: Große Waldbrände im Raume Düren.
- August: Die Firma Werner Host aus Hoven wird mit der Entschuttung des Grüngürtels beauftragt.
- Oktober: Heimkehr der Anna-Glocken.
- 22. Oktober: Wiederaufnahme der Gasversorgung in Düren-Nord.

## 1948
- Baubeginn der Glashüttensiedlung in Rölsdorf für die vertriebenen Glasarbeiter aus Penzig (bis 1949).
- Februar: Eröffnung der Bahnhofspassage an der Josef-Schregel-Straße.
- Juni: Die stark beschädigte Radrennbahn im Jugendstadion wird wieder hergestellt.
- 7. Juni: Einzug der Städtischen Sparkasse in das Haus Schenkelstraße 1.
- 20. Juni: Tag der Währungsreform. Umtausch des Geldes im Verhältnis 10:1. Startgeld pro Person 40 Deutsche Mark (DM). Vorher gab es die Reichsmark (RM).
- 17. Juli: Erster Markttag nach dem Krieg auf dem Hoeschplatz mit 26 Ständen. Er findet dreimal wöchentlich mit dem Verkauf von Obst, Gemüse und Blumen statt.
- 31. August: Das Braunkohlekraftwerk „Zukunft“ in Weisweiler teilt der Stadt mit, dass in Zukunft das RWE die Stromversorgung übernimmt.
- 4.–12. September: Festwoche „1200 Jahre Düren“
- Konsekration der Notkirche St. Anna im Waisenhaus in der Waisenhausstraße.

## 1949
- Die Schützengesellschaft Düren-Ost wird gegründet.
- Die Annakirmes findet wegen einer Typhusepidemie nicht statt.
- Aus den „Sportfreunden Düren“ bildet sich ein Vergnügungs-Ausschuss, der seine erste Kappensitzung im Saale Vaasen, Merzenich, abhält.
- 1. Mai: Grundsteinlegung zum Wiederaufbau der Marienkirche.
- 8. Mai: Verabschiedung des Grundgesetzes im Museum Koenig in Bonn; es trat am 23. Mai 1949 in Kraft.
- Juni–September: In Düren und Umgebung erkranken etwa 300 Personen an Typhus und Paratyphus infolge des desolaten Zustandes der Abwasserbeseitigung.
- 1. September: Die „Kaufhalle“ verlegt ihr Geschäftslokal aus einer Garage in der Uhlandstraße in den Neubau Schenkelstraße 23/Ecke Josef-Schregel-Straße.
- 22. November: Der durch Kriegszerstörung neu erbaute Kaufhof Ecke Wirtelstraße/Bismarckstraße wird mit rund 150 Verkäuferinnen wieder eröffnet. Aus Anlass der Eröffnung schenkt der Kaufhof der Stadt 3000 DM als Beitrag zur Errichtung eines Ehrenmales für die Opfer des Bombenangriffs vom 16. November 1944.

## 1950
- 1. Juni: Das stadteigene Haus Schenkelstraße 6–8 wird nach seinem Wiederaufbau mit 24 Räumen in Betrieb genommen (das Gebäude ist im Jahre 2000 immer noch Zweigstelle der Stadtverwaltung).
- 25. August: Der Bankier und Kaufmann Walter Theodor Prym verkauft der Stadt Düren den Jesuitenhof.
- Die von Privatpersonen bewohnte Panzerkaserne wird für das belgische Militär geräumt.
- 18. November: Eröffnung des „Germania“-Kinos Wirtelstraße 23. 1968 in ein Lebensmittelgeschäft umgebaut.